# Dănuț Dobre
Dănuț Dobre (n. 20 februarie 1967, Fetești, Ialomița, România) este un canotor român, dublu laureat cu argint la Seul 1988 și Barcelona 1992.